# Unité urbaine de Granville
L'unité urbaine de Granville est une unité urbaine française centrée sur la commune de Granville, station balnéaire et climatique de la baie du Mont-Saint-Michel à l’extrémité méridionale de la Côte des Havres, parfois surnommée la « Monaco du Nord ». Cette ville touristique de la Manche est au cœur de la deuxième agglomération urbaine du département.

## Données générales
Dans le zonage réalisé par l'Insee en 1999, l'unité urbaine était composée de cinq communes.
Dans le zonage réalisé en 2010, l'unité urbaine était composée de neuf communes, toutes situées dans le département de la Manche, plus précisément dans l'arrondissement d'Avranches, les communes d'Anctoville-sur-Boscq, Carolles, Jullouville et Saint-Pair-sur-Mer ayant été ajoutées au périmètre.
Dans le nouveau zonage réalisé en 2020, elle est composée des neuf mêmes communes.
En 2022, avec 26 494 habitants, elle représente la 2e unité urbaine du département de la Manche, se classant après l'unité urbaine de Cherbourg-en-Cotentin (1er rang départemental) et avant l'unité urbaine de Saint-Lô (3e rang départemental), bien que cette dernière en soit la préfecture. Elle occupe le 12e rang dans la région Normandie, se situant après l'unité urbaine de Lisieux (11e rang régional) et avant l'unité urbaine de Saint-Lô (13e rang régional).
En 2021, sa densité de population s'élève à 383 hab/km2. Par sa superficie, elle représente 1,15 % du territoire départemental mais, par sa population, elle regroupe 5,25 % de la population du département de la Manche.

## Composition de l'unité urbaine en 2020
Elle est composée des neuf communes suivantes :
| Nom                      | Code Insee | Département | Statut       | Superficie (km2) | Population (dernière pop. légale) | Densité (hab./km2) | Modifier                                    |
| ------------------------ | ---------- | ----------- | ------------ | ---------------- | --------------------------------- | ------------------ | ------------------------------------------- |
| Granville (ville-centre) | 50218      | Manche      | ville-centre | 9,90             | 12 799 (2022)                     | 1 293              | modifier les données · modifier les données |
| Anctoville-sur-Boscq     | 50008      | Manche      | banlieue     | 2,15             | 438 (2022)                        | 204                | modifier les données · modifier les données |
| Bréville-sur-Mer         | 50081      | Manche      | banlieue     | 6,86             | 785 (2022)                        | 114                | modifier les données · modifier les données |
| Carolles                 | 50102      | Manche      | banlieue     | 3,85             | 768 (2022)                        | 199                | modifier les données · modifier les données |
| Donville-les-Bains       | 50165      | Manche      | banlieue     | 2,75             | 3 133 (2022)                      | 1 139              | modifier les données · modifier les données |
| Jullouville              | 50066      | Manche      | banlieue     | 21,88            | 2 401 (2022)                      | 110                | modifier les données · modifier les données |
| Longueville              | 50277      | Manche      | banlieue     | 4,07             | 612 (2022)                        | 150                | modifier les données · modifier les données |
| Saint-Pair-sur-Mer       | 50532      | Manche      | banlieue     | 14,42            | 4 372 (2022)                      | 303                | modifier les données · modifier les données |
| Yquelon                  | 50647      | Manche      | banlieue     | 2,14             | 1 186 (2022)                      | 554                | modifier les données · modifier les données |

## Évolution démographique
| 1968   | 1975   | 1982   | 1990   | 1999   | 2009   | 2014   | 2021   |
| ------ | ------ | ------ | ------ | ------ | ------ | ------ | ------ |
| 20 990 | 22 232 | 23 105 | 22 835 | 24 580 | 25 842 | 26 564 | 26 021 |

#### Données générales
- Unité urbaine
- Aire d'attraction d'une ville
- Aire urbaine (France)
- Liste des unités urbaines de France

#### Données démographiques en rapport avec l'unité urbaine de Granville
- Aire d'attraction de Granville
- Arrondissement d'Avranches

#### Données démographiques en rapport avec la Manche
- Démographie de la Manche